# Blue Brain
Blue Brain è un progetto di ricerca che mira a creare una ricostruzione al computer del funzionamento degli elementi che compongono il cervello del topo (ed eventualmente anche il cervello dell'uomo). L'obiettivo del progetto non è realizzare un'intelligenza artificiale, ma scoprire le strutture ed i principi fondamentali alla base del funzionamento del cervello del topo, usando una ricostruzione digitale e dettagliata dal punto di vista biologico. Il progetto è stato avviato da IBM, nel maggio 2005, in collaborazione con Henry Markram e con l'École Polytechnique di Losanna in Svizzera.

## Descrizione
L'obiettivo iniziale del progetto era simulare una colonna corticale, la più piccola unità funzionale della neocorteccia (la parte del cervello responsabile delle funzioni più elevate e del pensiero cosciente). Una colonna è lunga 2 millimetri, ha un diametro di 0.5 millimetri e ha circa 60.000 neuroni in un essere umano. La simulazione si concentra sulla colonna di un topo, una corteccia molto simile a quella umana ma più semplice, solo 10.000 neuroni (e 108 sinapsi). Negli ultimi 10 anni Markram ha mappato i neuroni e le connessioni nella corteccia dei topi.
Il progetto si avvale del supercomputer Blue Gene che utilizza il programma Neocortical Simulator basato su MPI per la trasmissione dei messaggi. Il programma è stato scritto da Phil Goodman e può essere utilizzato in congiunzione con NEURON di MIchael Hines. Il simulatore non crea una semplice rete neurale artificiale ma simula in modo realistico le funzioni biologiche del neurone.
Si stima che per creare la simulazione di una colonna neurale servano due anni. I risultati della simulazione verranno comparati con i modelli biologici.

## Sviluppi
In seguito il progetto prenderà due strade:
1. Costruzione e simulazione a livello molecolare in modo da poter analizzare l'espressione genica.
2. Semplificazione della simulazione delle colonne in modo da poterne simulare molte in modo parallelo. Questo è l'obiettivo primario del progetto dato che un cervello umano ha circa un milione di colonne.